# Duck and Cover

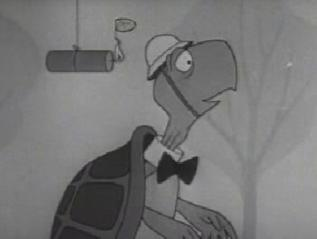
Bert de schildpad

Duck and Cover is een Amerikaanse tekenfilm uit 1952. De regie is van Anthony Rizzo. Robert Middleton heeft de rol van de verteller. 

De film is gemaakt in opdracht van de Amerikaanse overheid, en vertelt kinderen hoe ze moeten omgaan met de gevolgen van een atoombom. De film bevindt zich in het publieke domein.

## Inhoud
De schildpad Bert loopt over straat. Een koor zingt:
There was a turtle by the name of Bert

and Bert the turtle was very alert;

when danger threatened him he never got hurt

he knew just what to do...

He ducked! 

And covered!

Ducked! 

And covered! He did what we all must learn to do

You! And you! And you! And you!'

Een aapje zit in een boom en probeert Bert op te blazen met een staaf dynamiet. Bert duikt snel in zijn schild. Als het dynamiet afgaat, is het aapje opgeblazen, maar Bert heeft het overleefd. Hierna zien we beelden van schoolkinderen, die leren wat ze moeten doen als een atoombom ontploft. Ze leren dat ze onder hun schoolbankjes moeten duiken.

## Trivia
- In de Southpark-aflevering Volcano wordt een Duck and Cover-filmpje vertoond. Hierin wordt verteld dat je bij een vulkaanuitbarsting op de grond moet gaan liggen en de lava over je heen moet laten komen.
- In Command & Conquer: Red Alert 2 refereert de fictieve premier Romanov aan Duck and Cover. Volgens hem leert het filmpje Amerikaanse kinderen om de Sovjet-Unie te vrezen.

## Verwijzingen
- (en)   Duck and Cover in de Internet Movie Database
- Duck and Cover op Internet Archive
- Duck and Cover op YouTube